# 電脳大奥
『電脳大奥』(でんのうおおおく)とは、1997年11月21日に新東宝映画より発売されたオリジナルビデオである。　

## 解説
監督の友松直之が新東宝映画に企画を持ち込んだところ、企画が採用されなかったかわりに電脳ものの企画を作るよう依頼を受けて制作された作品で、本作が縁で友松は新東宝映画に深くかかわるようになった。
後に本編を10分カットした『ECSTASY GAME エクスタシー・ゲーム 電脳大奥ディレクターズカット』も発売された。

## あらすじ
気弱な会社員・良一は、同僚である朋美と圭介との三角関係に悩まされていた。
そんなある日、圭介が謎の死を遂げ、良一は圭介が『電脳大奥』というコンピュータゲームに没頭していたことを知る。
裏で流通していたそのゲームを立ち上げたところ、リアルな仮想空間が展開され、良一もそのゲームの虜になっていった。
やがて、ゲーム内で敵として良一に斬られた人々は現実でも死ぬといった奇妙な出来事が起き、ゲームが進むにつれ、ゲームの仮想空間は良一の周りの現実世界を侵食していった。

## スタッフ
- 監督：友松直之
- 脚本：大河原ちさと
- 制作：幻想配給者
- 製作：新東宝映画株式会社,結城哲也
- 特殊メイク：仲谷進
- 音楽：アマリリス
- 主題歌：アリス・セイラー
- 撮影：	立花宣
- 協力：倉田プロモーション

## キャスト
- 朋美：白石ひとみ
- 良一：隆西凌
- 沓水文人
- 西野美緒
- 宮まさ子
- 湯女：村上ゆう
- 大矢剛功
- 菅原研治
- 清水ひとみ
- 結城哲也
- アリス・セイラー